# East Haven (Vermont)
East Haven – miasto w Stanach Zjednoczonych, w stanie Vermont, w hrabstwie Essex.